# Flaucher

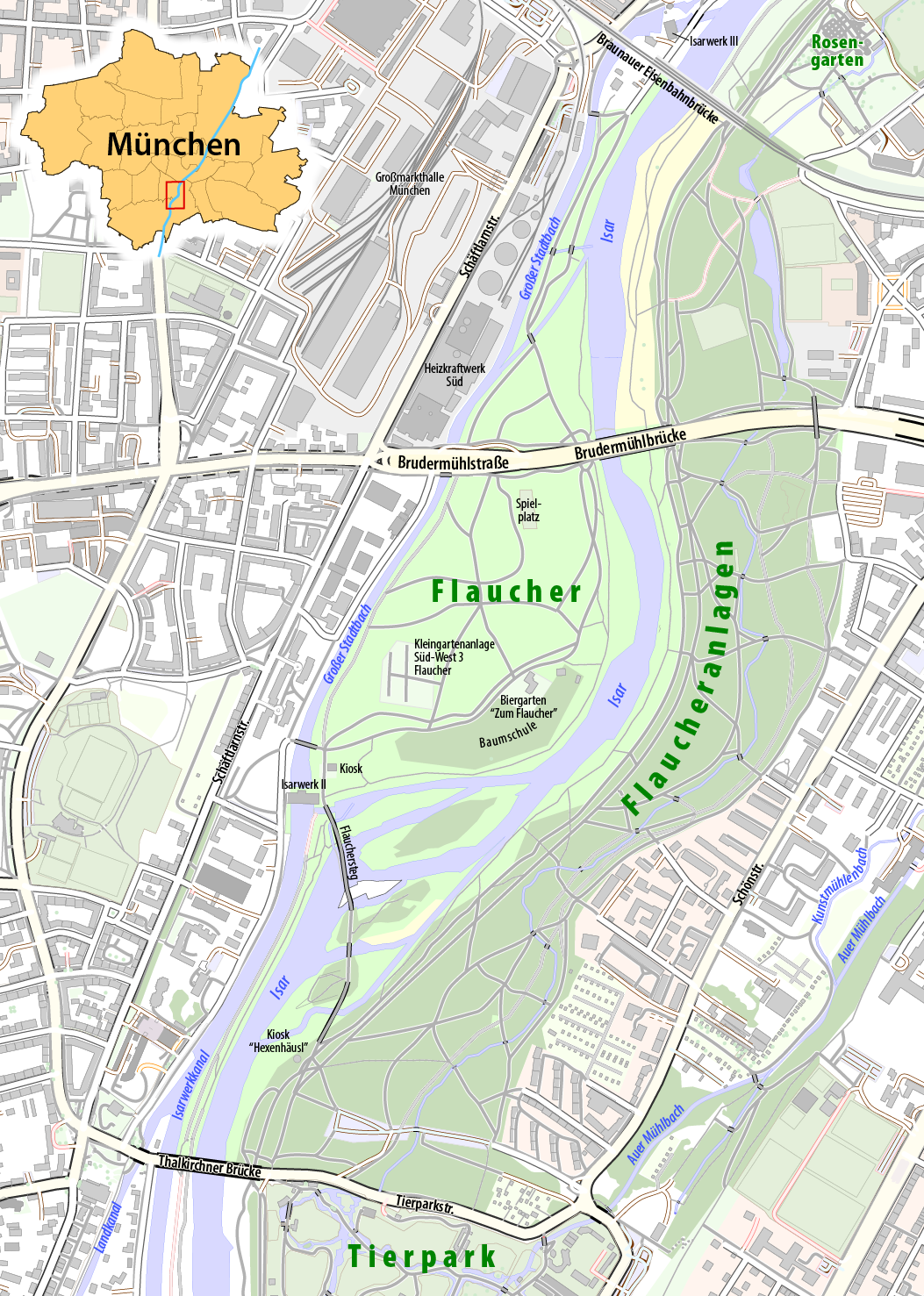
Isar, Flaucher und Flaucheranlagen

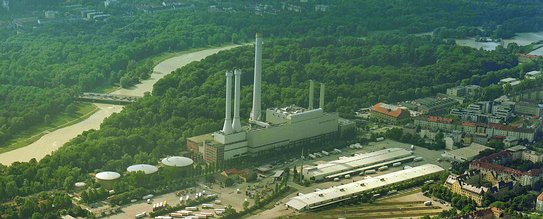
Das Luftbild zeigt die Flaucheranlagen beidseits der Isar hinter dem Heizkraftwerk Süd. Links quert die Brudermühlbrücke den Fluss, am rechten oberen Bildrand sind gerade noch der Flauchersteg und das Isarwerk 2 erkennbar

Der Flaucher ist ein Abschnitt der Isar im Stadtbezirk Sendling im Süden von München zwischen dem Flauchersteg im Süden und der Braunauer Eisenbahnbrücke im Norden.
Flaucheranlagen heißen die ausgedehnten städtischen Grünanlagen beiderseits des Flusses in diesem Bereich der Auen der Isar. Sie sind im Sommer ein beliebtes Naherholungsgebiet.

## Geschichte und Namensherkunft

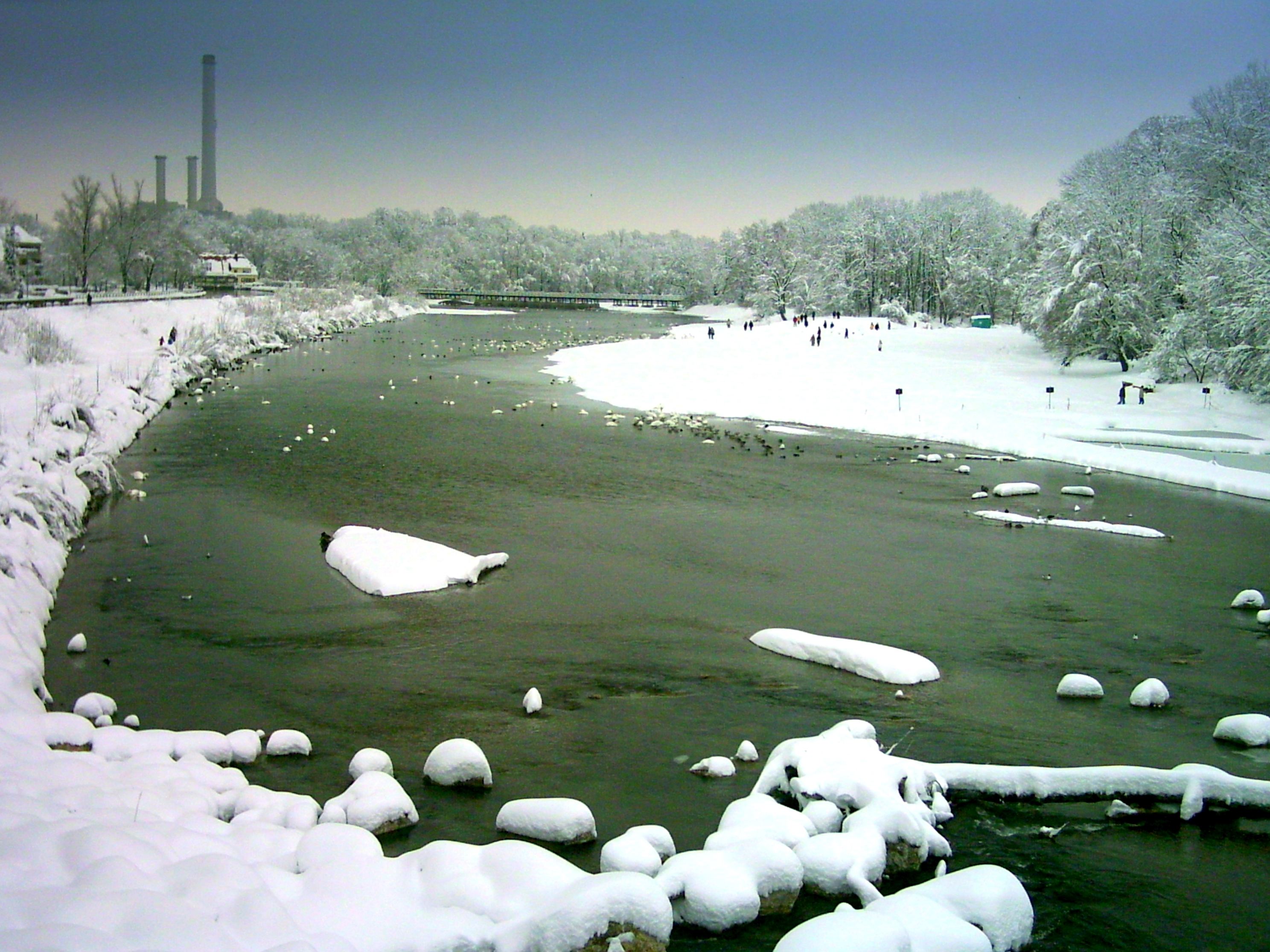
Blick von der Thalkirchner Brücke zum Flauchersteg

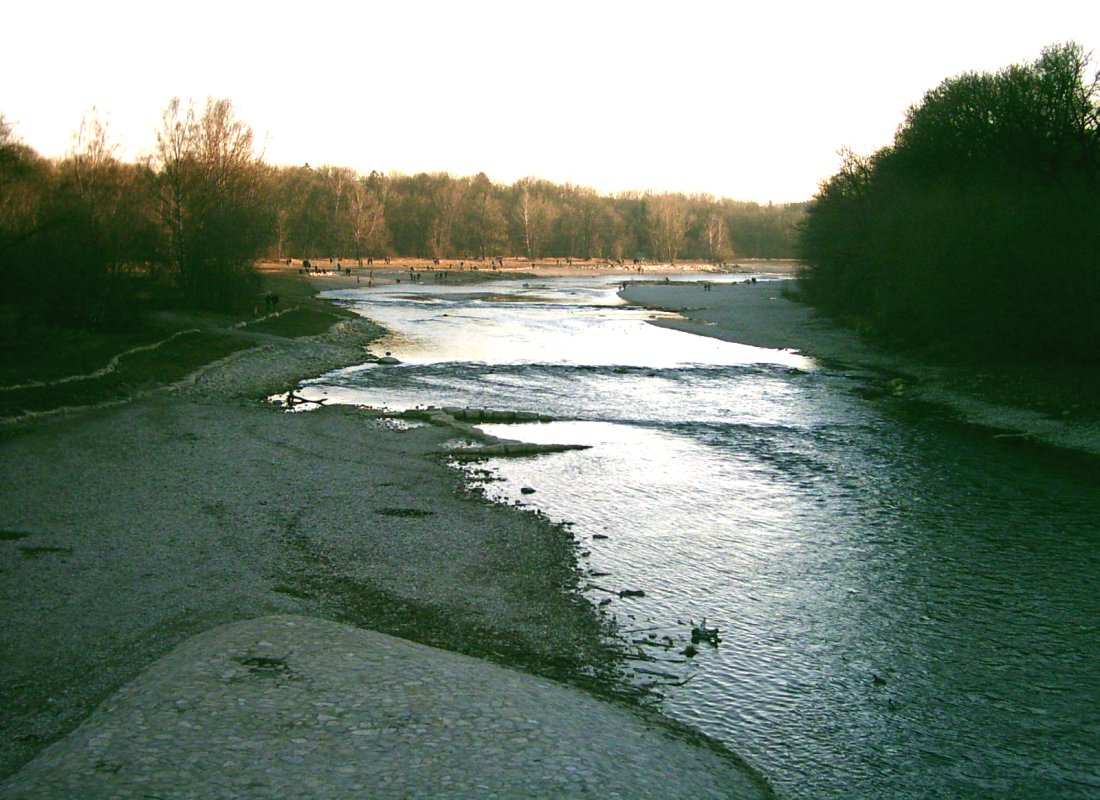
Blick von der Brudermühlbrücke Richtung Flaucher: renaturierte Isar und Flaucheranlagen

Bereits im Mittelalter wurde an der Stelle des heutigen Flaucherwehrs Wasser aus der Isar in die Münchner Stadtbäche ausgeleitet. Bis etwa 1870 war der Flaucher jedoch weder unter diesem Namen bekannt, noch spielte er als Ort eine besondere Rolle im Bewusstsein der Münchner Bevölkerung. Er war einfach ein Teil der wegen der häufigen Überschwemmungen landwirtschaftlich nicht nutzbaren und daher ziemlich ursprünglichen Auenlandschaft der Isar südlich und damals noch außerhalb der Stadt beim Dorf Thalkirchen. Erst mit dem Beginn der Isar-Regulierungen ab 1839 und der mit der Industrialisierung einsetzenden Ausdehnung der besiedelten Gebiete wurde auch der Fluss ein Naturelement in der Stadt zum Nutzen und zur Erholung der Bürger. Unter Bürgermeister Jakob Bauer entstand erstmals eine Stadtgärtnerei, durch welche die Isaranlagen bis unterhalb des Flauchers mit dem Ziel einer durchgehenden Promenade entlang der Flussufer geplant und angelegt wurden. Die heutige Bezeichnung der Park- und wasserbaulichen Anlagen an diesem Isarabschnitt geht zurück auf die Gastwirtschaft Zum Flaucher, die der Münchner Schankwirt Johann Flaucher um 1870 in einem um 1800 erbauten Forsthaus in den Auen am westlichen Isarufer eröffnet hatte.
Von 1877 bis zum Zweiten Weltkrieg befand sich in den Flaucheranlagen etwas nördlich des Biergartens auch das erste Frauen-Schwimmbad in München. Das 1847 eröffnete Schyrenbad war bis 1938 nur für Männer zugelassen. Ein baulich getrenntes Frauenbad in der Nähe, das ebenfalls durch das Freibadbächl gespeist werden sollte, wurde aus Schicklichkeitsgründen abgelehnt, weshalb die Flaucheranlagen auf dem anderen Isarufer vorgezogen wurden. Das Frauen- und Familienbad wurde 1927 und 1937 jeweils erweitert. Nach Kriegsschäden wurde es nicht mehr instand gesetzt. An seiner Stelle liegt heute ein Kinderspielplatz.
Eine bedeutende Umstrukturierung erfuhr das Gebiet zu Beginn des 20. Jahrhunderts, als der Isar-Werkkanal zum Zweck des Betriebes der sukzessive erbauten Kraftwerke Isarwerke I–III angelegt wurde. Seither wird das Wasser für den Betrieb der Kraftwerke bereits am Großhesseloher Wehr in den Werkkanal ausgeleitet, der ab dort über eine Strecke von rund 4,3 Kilometer über das Isarwerk I (erbaut 1906 bis 1908) etwas oberhalb der Marienklause bis zum Isarwerk II (erbaut 1921 bis 1923) auf Höhe des Flaucherwehrs parallel zur Isar verläuft, von dieser nur durch einen Deich getrennt. Ab dem Isarwerk II folgt der Werkkanal unter dem alten Namen Großer Stadtbach die nächsten eineinhalb Kilometer dessen Verlauf in relativ gerader Linie bis zum Isarwerk III (erbaut ebenfalls 1921 bis 1923) bei der Braunauer Eisenbahnbrücke, unterhalb dessen er wieder in die Isar mündet, während der Fluss ab dem Flaucherwehr einen leichten Bogen beschreibt, wodurch ein kreissegmentförmiger Teil der westlichen Isarauen als Insel zwischen dem Großen Stadtbach im Westen und der Isar im Osten von der westlichen Isar-Niederterrasse abgetrennt wurde. Dieses bewaldete Auensegment bildet die westlichen Flaucheranlagen, die etwa auf halber Strecke zwischen den Isarwerken II und III beim Heizkraftwerk Süd von der Trasse des südlichen Mittleren Ringes durchschnitten werden, der an dieser Stelle auf der Brudermühlbrücke die Isar überquert.
Die südlichen Isarauen insgesamt, große Teile der heutigen Flaucheranlagen eingeschlossen, blieben jedoch bis zum Ende des Zweiten Weltkriegs ein wenig erschlossenes Gebiet, das hauptsächlich zum Kiesabbau diente und in großen Bereichen stark verwildert war. Erst zwischen 1950 und 1960 wurden die Parkanlagen in ihrer heutigen Form geschaffen.

## Beschreibung

### Isar und Flauchersteg

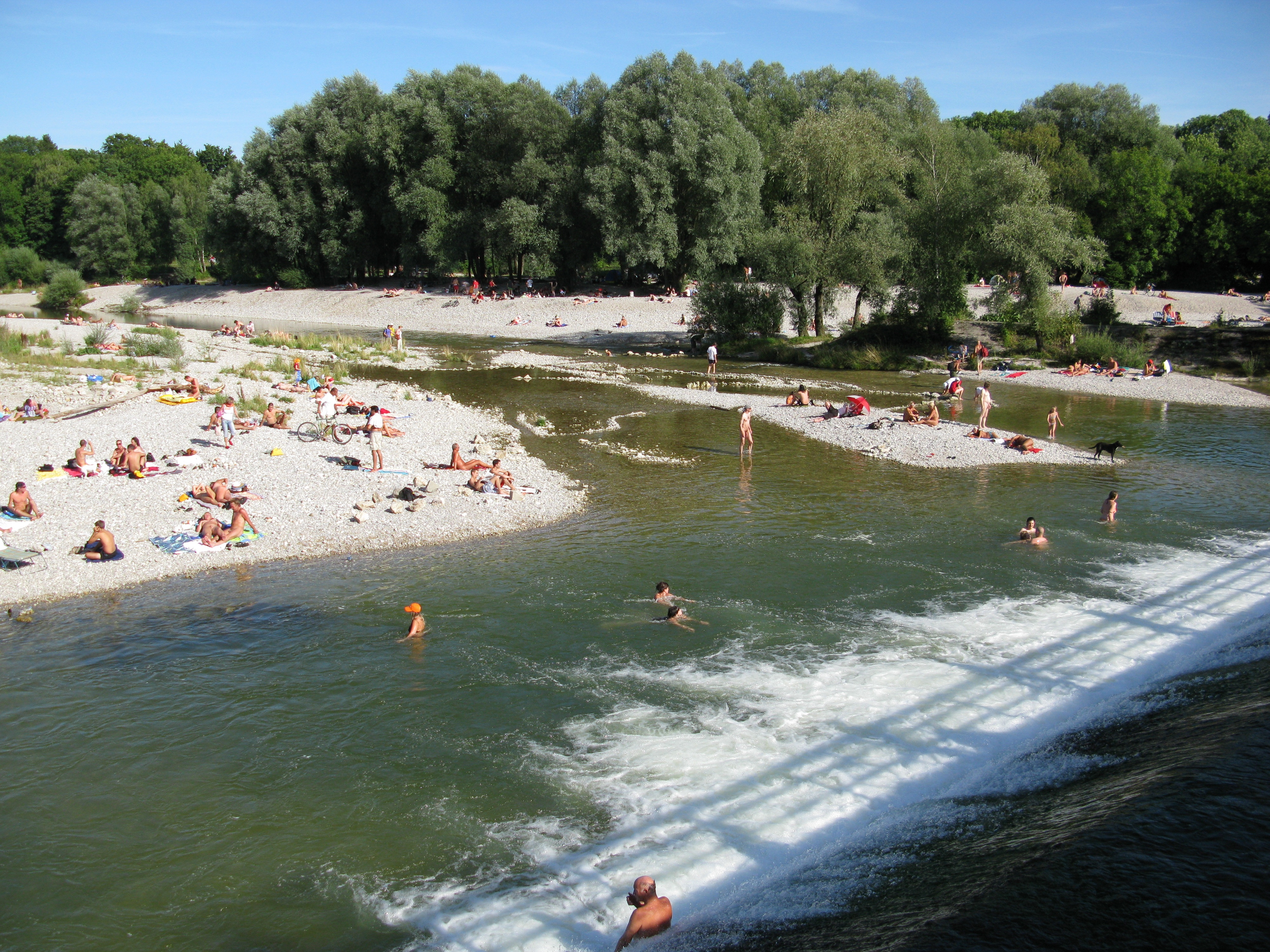
Die Kiesbänke in der Isar am Flaucher

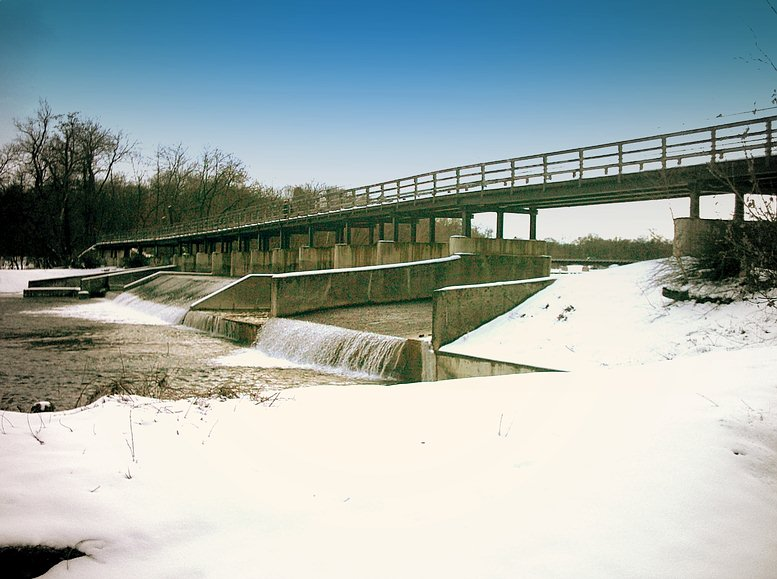
Flaucherwehr mit Steg im Winter

Im Stadtgebiet von München vermittelt der Flaucher noch am ehesten einen Eindruck des einstigen Wildflusscharakters der Isar, da er mit seinen Flussrinnen und dazwischengelagerten ausgedehnten Kiesbänken und der Weichholzaue relativ naturnah ist. Aufgrund der hohen Bedeutung für den Naturschutz wurden die südlichen wie die nördlichen Isarauen als Fauna-Flora-Habitat-Gebiet (FFH-Gebiet Nr. 7537-301) für den europäischen Biotopverbund an die Europäische Union gemeldet und genießen hierdurch einen besonderen Schutz.
Der Flaucher bietet einer Vielzahl von Tier und Pflanzenarten einen einzigartigen Lebensraum innerhalb der Stadtgrenzen. Zur erwähnenswerten Flora gehören unter anderen Bachbunge und Waldreben; die Fauna ist im Bereich der Insekten neben zahlreichen anderen Arten durch verschiedene Köcherfliegen und Wasserkäfer vertreten, im Wasser leben außerdem Flusskrebse und zahlreiche Fischarten wie Aitel, Äsche, Bachforelle, Barbe, Hecht, Koppe, Nase, Regenbogenforelle und weitere. Auch eine Menge verschiedener Vogelarten bewohnt den Flaucher, darunter eher gewöhnliche wie bastardisierte Stockente, Blässhuhn und verschiedene Möwen, aber auch seltene und geschützte wie die Singdrossel oder der Eisvogel. Ein Interessenkonflikt besteht daher zwischen dem Naturschutz einerseits und der Nutzung als Naherholungsgebiet für tausende Städter andererseits.
Rund 700 Meter unterhalb der Thalkirchner Brücke macht die Isar eine sanfte Biegung nach Nordosten, an dieser Stelle wird sie durch das in Nord-Süd-Richtung verlaufende Flaucherwehr (auch: Thalkirchner Überfälle) aufgestaut und stürzt durch die Wehrschleusen etwa 2,50 Meter hinab. Auf der Krone des Wehrs verbindet der über 100 Jahre alte und insgesamt 335 Meter lange Flauchersteg, über die Wehranlage und mehrere Inseln die beiden Flussufer. Er besteht aus einer Stahlkonstruktion, durch den Beschlag mit Lärchenholz blieb der ursprüngliche Charakter einer Holzbrücke jedoch zumindest teilweise gewahrt. Seit dem Bau des Isarwerkkanals hat das Wehr keine wasserableitende Funktion mehr, es dient nur noch der Sohlenfixierung. Unterhalb des Wehres läuft die Isar bei normalem Wasserstand auf breiter Fläche aus mehreren Schleusen, wodurch sie mehrere Flussarme und Becken mit dazwischenliegenden, teilweise mit Bäumen und Buschwerk bestandenen Kiesinseln bildet.

### Flaucheranlagen
Die Flaucheranlagen erstrecken sich beiderseits des Flusses. Sie sind ungefähr zwischen hundert Meter und knapp einem Kilometer breit.
Die westlichen Flaucheranlagen liegen im Süden des Stadtbezirks Sendling an der Grenze zu Thalkirchen und sind gegen Westen durch den künstlichen Großen Stadtbach, wie die Fortsetzung des Isar-Werkkanals unterhalb des historischen Wasserkraftwerks Isarwerk II der SWM heißt, von der bebauten Stadtfläche abgegrenzt, so dass sie eine Insel bilden. Etwas nördlich des Heizkraftwerkes Süd der SWM an der Brudermühlbrücke mit seinen weithin sichtbaren hohen Schornsteinen liegt am Großen Stadtbach zwischen Brudermühl- und Wittelsbacherbrücke das Isarwerk III.
Auf dieser großenteils bewaldeten und durch eingestreute Liegewiesen, Kinder- und Ballspielplätze aufgewerteten künstlichen Insel liegt nahe dem beliebten Flaucherbiergarten auch eine Kleingartenanlage. Außerdem betreibt die Stadt München in diesem Teil der Flaucheranlagen am Ufer der Isar eine Städtische Baumschule.
Die ähnlich strukturierten Flaucheranlagen am östlichen Flussufer gehören im Uferbereich der Isar wie diese noch zu Sendling, ihr östlicher Bereich zum bebauten Gebiet hin liegt im Stadtteil Untergiesing. Im Süden grenzen sie an den Tierpark Hellabrunn.

## Projekt Isar-Plan
Unter dem Motto „Neues Leben für die Isar“ wird die Flusslandschaft der Isar im südlichen Stadtgebiet von München seit Anfang 2000 im Rahmen des 1988 vom Stadtrat beschlossenen und ab 1995 ausgearbeiteten Projekts Isar-Plan in einem acht Kilometer langen Abschnitt, der auch den Flaucher durchfließt, unter großem Aufwand gemeinsam vom Freistaat Bayern durch das Wasserwirtschaftsamt München und die Landeshauptstadt durch das Baureferat renaturiert, was sowohl dem Naturschutz als auch dem Freizeit- und Erholungswert der Isar zugutekommen und zusätzlich den Hochwasserschutz verbessern soll. Der auch zuvor schon relativ naturnahe Flaucher diente hierbei als Vorbild für die anderen Abschnitte, in denen das Flussbett aufgeweitet, die Ufer abgeflacht und Kiesinseln angelegt sowie Sohlschwellen rückgebaut und durch naturnahe Sohlrampen ersetzt wurden. Doch auch im Flaucherbereich selbst wurden Verbesserungen vorgenommen, so wurde etwa das für Fische und andere Wassertiere flussaufwärts nahezu unüberwindliche Flaucherwehr durch einen Fischpass umgangen. Im gesamten acht Kilometer langen Geltungsbereich wurden die vorhandenen Deiche erhöht, verbreitert und durch den Einbau einer Dichtwand verstärkt.
Im März und April 2005 wurde der ostseitige Deich zwischen der Braunauer Eisenbahnbrücke und der Wittelsbacher Brücke ertüchtigt, wobei der wertvolle Baumbestand an der Deichböschung aufgrund der gewählten Dichtwand-Bauweise erhalten werden konnte. Im Winter 2005/06 begann der letzte Bauabschnitt der Deichsanierung von der Braunauer Eisenbahnbrücke bis zum Deutschen Museum, der bis zum Frühjahr 2008 abgeschlossen sein soll und dessen Kosten auf 10,4 Millionen Euro veranschlagt wurden; der Kostenanteil der Stadt München beträgt 4,7 Millionen Euro. Die Gesamtkosten der im Rahmen des Isar-Plans durchgeführten Maßnahmen belaufen sich damit auf voraussichtlich 28,1 Millionen Euro, von denen die Stadt München 12,7 Millionen Euro trägt.

## Nutzung als Naherholungsgebiet

### Sommer

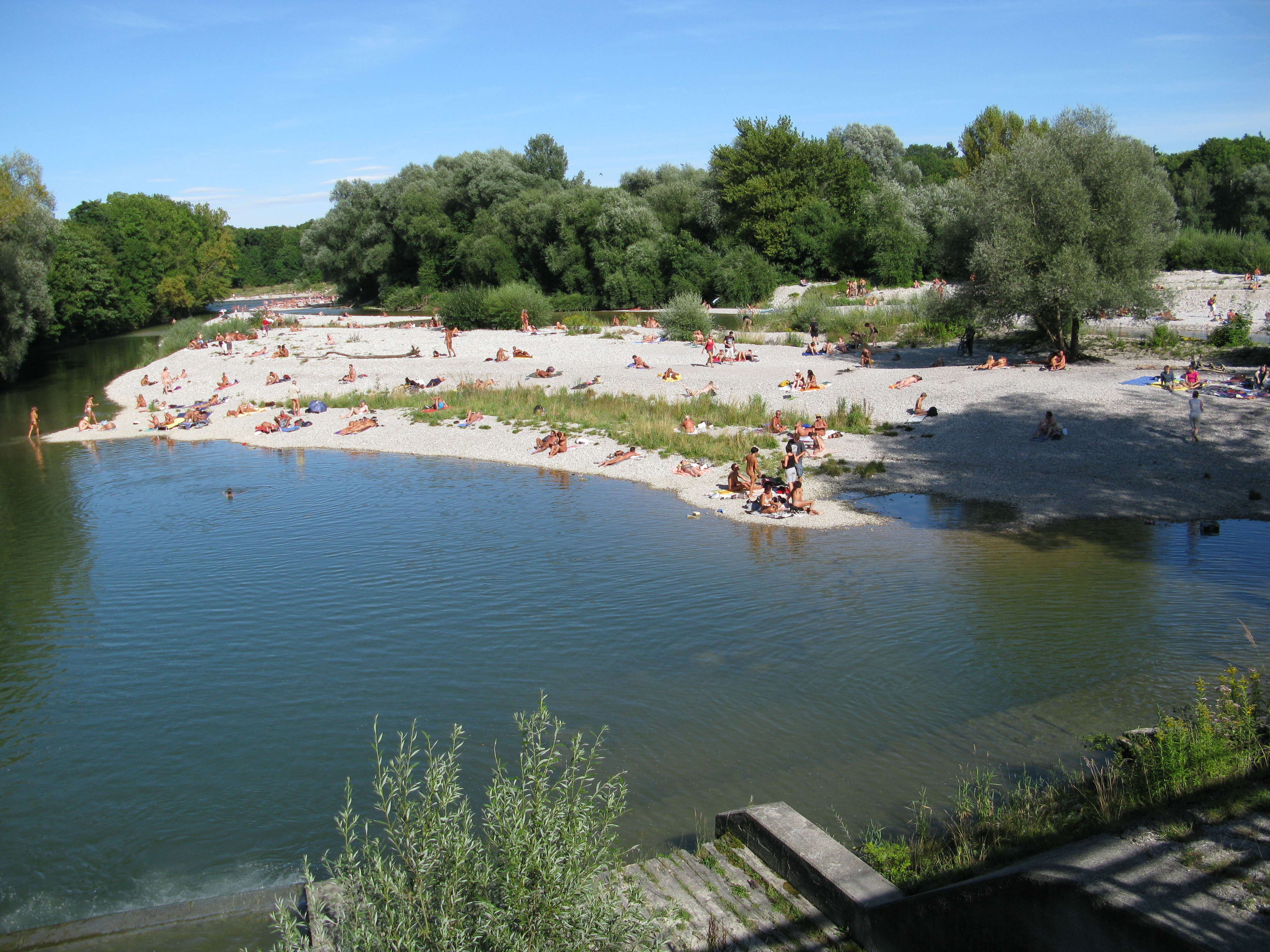
Sommerszene am Flaucher

Der in unmittelbarer Nachbarschaft zum Tierpark Hellabrunn gelegene Flaucher ist ganzjährig, besonders aber im Hochsommer, ein äußerst beliebtes Naherholungsgebiet der Stadtbewohner und Touristen und daher besonders an warmen Sommerabenden und Wochenenden gut besucht bis überlaufen. Viele Münchner lieben den Flaucher mit seiner wild-romantischen Ausstrahlung und kommen zum (Nackt-)Baden – die Freikörperkultur ist hier mit Inkrafttreten der städtischen Badeverordnung erlaubt. Weil sich die Isar-Wasserqualität durch die neue Filterungstechnik der Münchener Stadtentwässerung in den 2000er stark verbesserte, konnte hier einen attraktiver Badestandort entstehen. Auch ist Picknick oder Grillen legal. Die Bayerische Polizei geht dort regelmäßig Streife und kontrolliert die Einhaltung der Auflagen, die offene Feuer verbieten. An zwei Trinkwasserbrunnen der SWM im Flaucherbereich (Meerkuh an der Brudermühlbrücke und Trinkbrunnen in den Freizeitanlagen) kann man sich gratis mit Trinkwasser versorgen.
Wachstation der Isarrettung:
Da es unter den manchmal tausenden von Besuchern immer wieder zu Unfällen kommt, hat die Wasserwacht des BRK eine Wachstation der Isarrettung direkt an der westlichen Seite des Flauchersteges eingerichtet, die mit allen für Erste-Hilfe-Maßnahmen notwendigen Dingen ausgerüstet ist. Darunter fallen neben einem Funkgerät als Kontaktmittel zur Rettungsleitstelle München auch ein Defibrillator, eine Krankenfahrtrage und ein Notfallrucksack, sowie diverse andere Rettungsausrüstung. Dort werden auch Kurse im Rettungsschwimmen zum Erwerb des Deutschen Rettungsschwimmabzeichens DRSA in Bronze, Silber und Gold angeboten.

### Winter

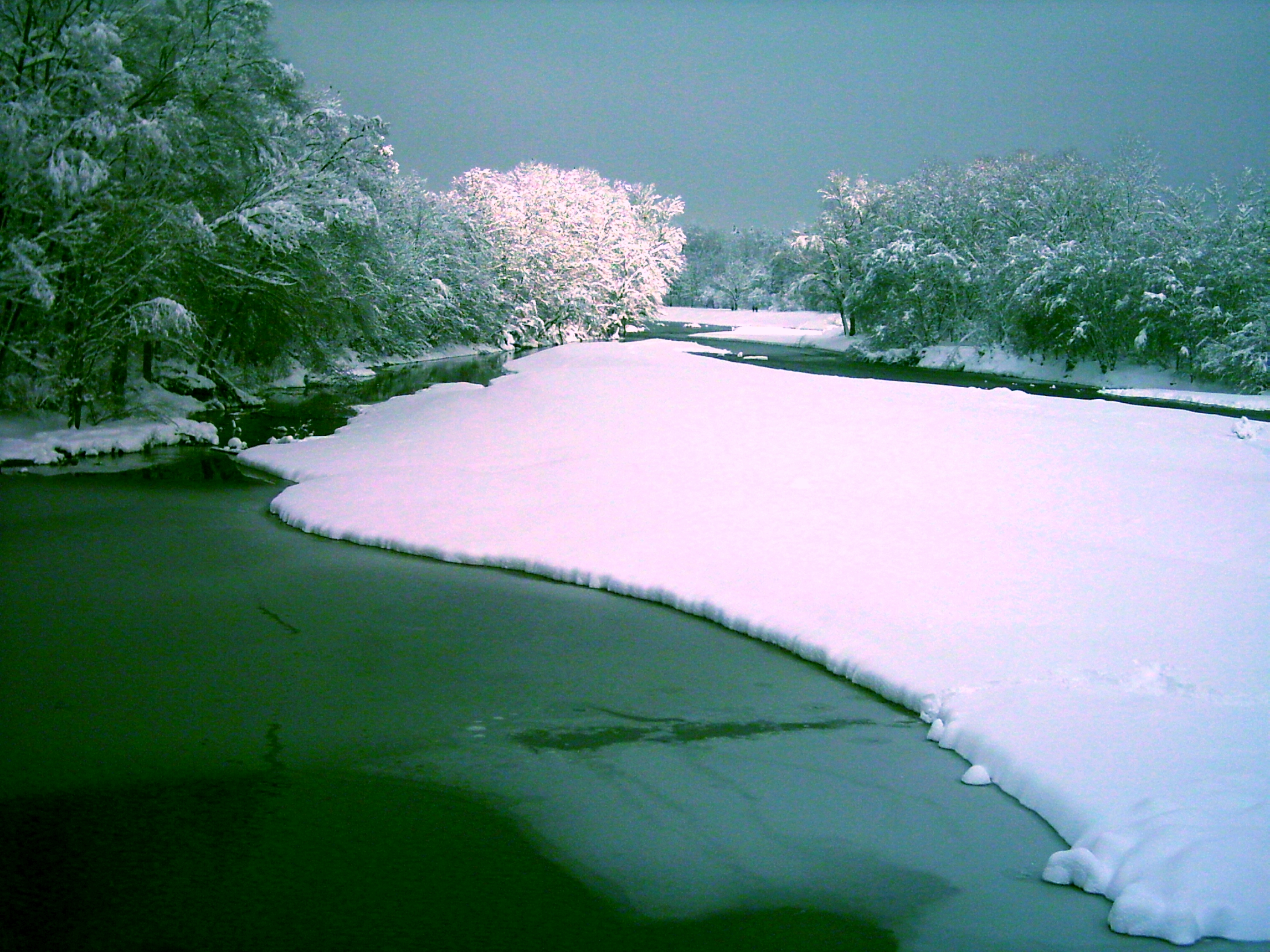
Isar unterhalb des Wehrs

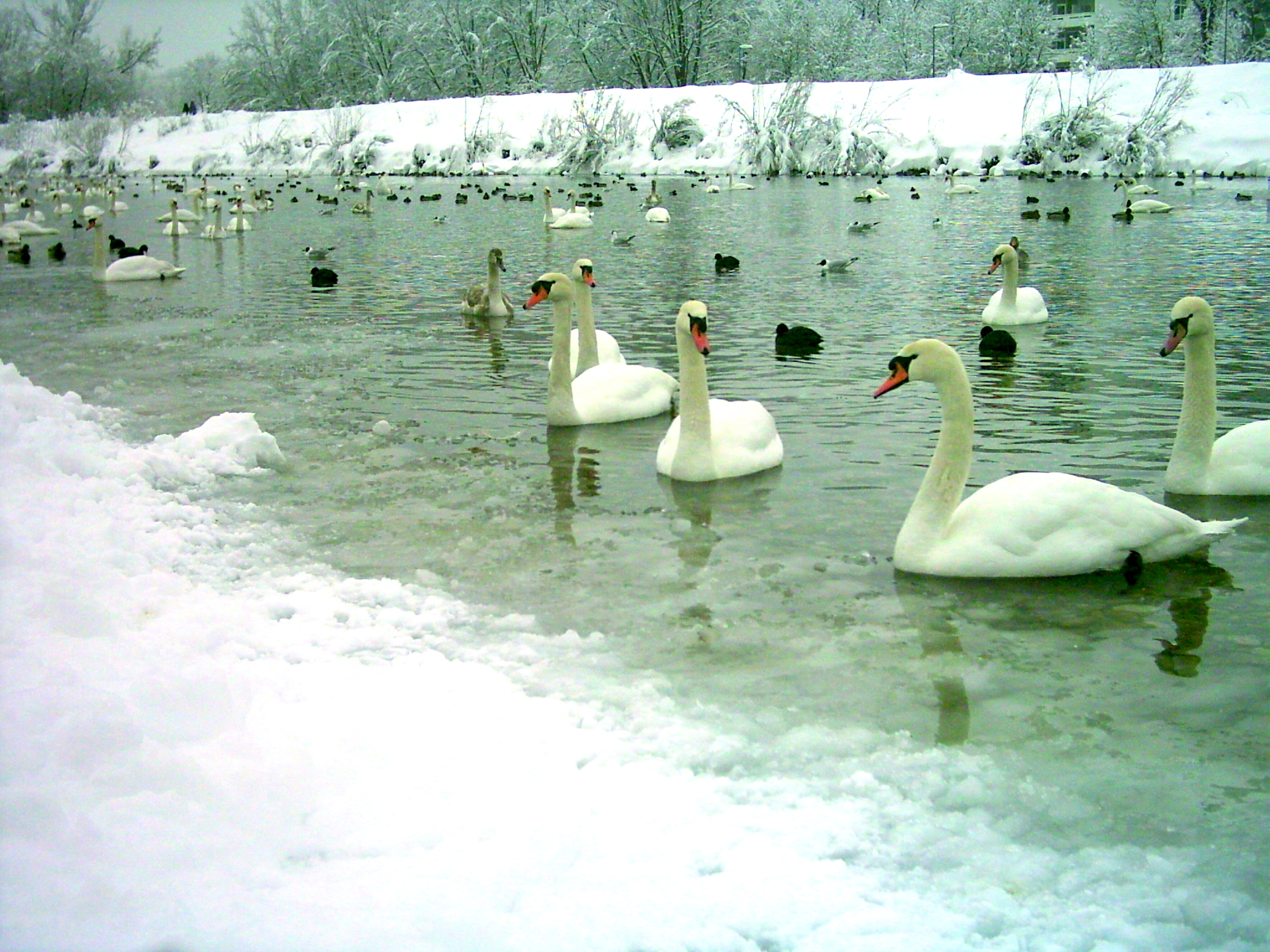
Wasservögel

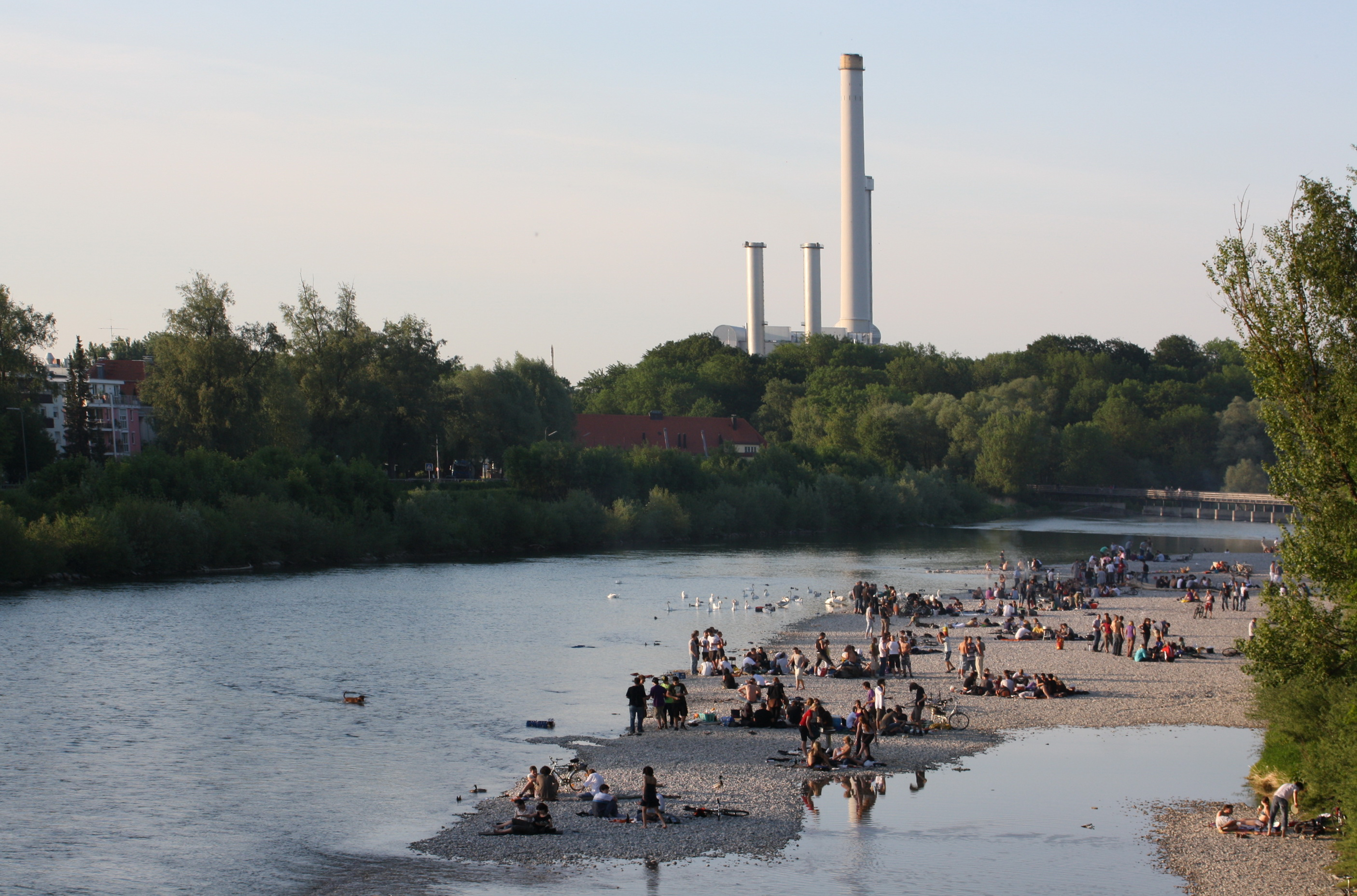
Isarfeste am Flaucher

Mehr noch als im Sommer, wenn es am Flaucher mitunter „zugeht wie am Stachus“, bieten die Parkanlagen im Winter einen ungetrübten Naturgenuss inmitten der Stadt.
Im ruhigen Wasser oberhalb des Flaucherwehrs hält sich besonders im Winter eine große Anzahl von Wasservögeln von Lachmöwen, Gänsesägern und Blässhühnern über Stockenten und Gänse bis zu Schwänen auf. Besonders Familien mit Kindern kommen daher gerne mit ihrem alten Brot auf den Flauchersteg, um die Tiere zu füttern und zu beobachten.
Im Winter wird seit vielen Jahren vom Baureferat der Landeshauptstadt München in den südöstlichen Isarauen bei entsprechender Schneelage eine insgesamt 5,5 Kilometer lange doppelspurige Loipe für Skilangläufer gespurt, die im Süden unterhalb des Flaucherstegs beginnt und an der Reichenbachbrücke endet. In ihrem Verlauf von Süd nach Nord wird sie jedoch durch drei Brückenbauwerke unterbrochen, unter denen nicht gespurt werden kann (Brudermühlbrücke, Braunauer Eisenbahnbrücke, Wittelsbacher Brücke) und ist daher in vier Abschnitte von 1,3 bis 1,6 Kilometer Länge unterteilt und mit Wendeschleifen vor den Brücken versehen.

## Wirtschaft und BiergartenZum Flaucher

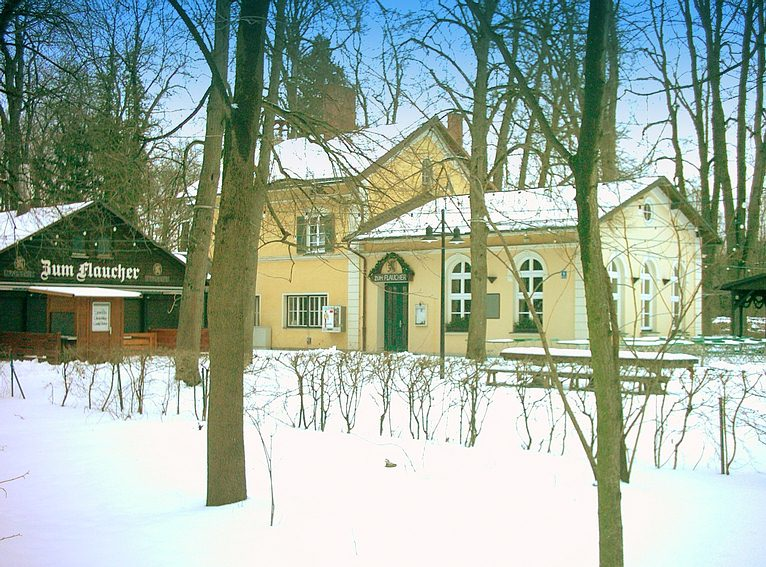
Gasthaus Zum Flaucher

In einem 1846 erbauten und zunächst von den Wittelsbachern als Jagddomizil genutzten Forsthaus eröffnete zu Beginn der 1870er Jahre der Münchner Wirt Johann Flaucher eine Gastwirtschaft mit Biergarten, die sich aufgrund ihrer stadtnahen und doch von romantischer Natur umgebenen Lage rasch steigender Beliebtheit erfreute.
In den 1920er Jahren übernahm die Bedienung Adelheid Bornschlegl die Wirtschaft und führte sie mehr als 50 Jahre lang bis 1979. Der nächste Wirt war Josef Schmid, der zuvor im Biergarten am Viktualienmarkt als Geschäftsführer tätig gewesen war. Er ließ das Gasthaus zunächst komplett renovieren. In neuem Glanz, mit einer modernen Küche ausgestattet und mit einem auf 2.000 Sitzplätze vergrößerten Biergarten, nahm die Flaucherwirtschaft 1980 den Betrieb wieder auf.
1989 übernahm Hermann Haberl das Anwesen, ließ den Außenbereich einschließlich der Stüberlterrasse neu gestalten und machte den Biergarten durch Vergrößerung und Aufwertung des Kinderspielplatzes im umzäunten Bereich attraktiver für Familien. Seit dem Jahr 2000 wird der Flaucher von Antje Schneider, einer Tochter von Hermann und Anneliese Haberl, weitergeführt.

## Naturkindergarten am Flaucher
Angelehnt an das Konzept des Waldkindergartens gibt es in den Flaucheranlagen mehrere Kindergärten „ohne Türen und Wände“. Der erste davon wurde 2002 eingerichtet.

## Trivia
Siegfried Sommer, Sendlinger Autor und langjähriger Verfasser der beliebten Lokalkolumne Blasius, der Spaziergänger der Abendzeitung, prägte den treffenden Ausdruck Isar-Riviera für den Flaucher.